# 김리나 (1985년)
김리나(1985년 8월 1일 ~ )는 대한민국의 가수 출신 배우이다.

## 주요 출연작

### 영화
- 2006년 《어느날 갑자기 세 번째 이야기 - D-day》 - 강은수 역
- 2009년 《19-Nineteen》 - 서향자 역
- 2014년 《황구》 - 최나리 역

### 텔레비전 드라마
- 2008년 KBS 2TV 수목드라마 《쾌도 홍길동》 - 서은혜 역
- 2008년 MBC TV 아침드라마 《하얀 거짓말》
- 2009년 KBS 2TV 납량특집 《전설의 고향》 - 묘정 역
- 2009년 KBS 1TV 일일드라마 《집으로 가는 길》 - 윤초원 역
- 2014년 KBS 2TV 월화드라마 《힐러》 - 주연희 역
- 2015년 tvN 월화드라마 《풍선껌》 - 노태희 역

### 뮤직 비디오
- 별 눈물샘
- 왁스 결국너야, 울면안돼
- 더넛츠 쩜쩜쩜, 한두번

### 텔레비전 광고
- SK텔레콤
- 피자헛
- 팬택
- 삼성증권
- DHL